# Rhamnusiini
Дуплянцеві (Rhamnusiini Sama, 2009, nec. Danilevsky in Althoff & Danilevsky, 1997) — реліктова триба жуків з родини Скрипунових, самостійність якої підтверджена молекулярною філогенією. Синонімом триби є Enoploderini Danilevsky, 2014 nec. Althoff & Danilevsky, 1997.

## Молекулярна філогенія
У відповідності до молекулярної філогенії на основі мітохондрієвих генів 12S рРНК, 16S рРНК, COI і ядрових генів 18S рРНК, 28S рРНК триба Дуплянцеві (Rhamnusiini) входить до супертриби Древньощелепцеві (Archaecarinatitae Zamoroka, 2022) у підродині Тонкохвісткових (Lepturinae). До складу триби входять такі роди:
- Оксамитець — Enoploderes Faldermann, 1837
- Дупляник — Rhamnusium Latreille in Cuvier, 1829
- Дібровник — Akimerus Audinet-Serville, 1835